# بن روزنفيلد
بن روزنفيلد (بالإنجليزية: Ben Rosenfield)‏ (و. 1992 – م) هو ممثل، وممثل مسرحي، وممثل تلفزيوني من الولايات المتحدة الأمريكية .

## روابط خارجية
- بن روزنفيلد على موقع IMDb (الإنجليزية)
- بن روزنفيلد على موقع ألو سيني (الفرنسية)
- بن روزنفيلد على موقع ميوزك برينز (الإنجليزية)
- بن روزنفيلد على موقع أول موفي (الإنجليزية)
- بن روزنفيلد على موقع قاعدة بيانات برودواي على الإنترنت (الإنجليزية)
- بن روزنفيلد على موقع ديسكوغز (الإنجليزية)
- بن روزنفيلد على موقع قاعدة بيانات الفيلم (الإنجليزية)
- بن روزنفيلد على موقع كينوبويسك (الروسية)